# Big Delta
Big Delta è una piccola cittadina dell'Alaska centro-meridionale (Stati Uniti d'America). In realtà secondo l'amministrazione degli Stati Uniti d'America è definita CDP, ossia Census-designated place (non ha una forma di amministrazione legalmente riconosciuta) del Census Area di Southeast Fairbanks appartenente al Unorganized Borough (vedi Borough e Census Area dell'Alaska).

## Geografia fisica
Big Delta a si trova alla confluenza del fiume Delta e del fiume Tanana e prende il nome dal grande delta formato dalla confluenza dei due fiumi alle coordinate geografiche 64°08′50″N 145°48′06″W.
Secondo l'Ufficio del censimento degli Stati Uniti d'America (United States Census Bureau), il CDP ha una superficie totale di 158 km{\displaystyle ^{2}}, di cui 143 km{\displaystyle ^{2}} di terra e 15 km{\displaystyle ^{2}} (9,70%) di l'acqua.
La cittadina si trova lungo l'autostrada Richardson a 445 km da Valdez, a 147 km da Fairbanks e a 17 km da Delta Junction.

## Clima
Il clima dell'area è continentale-umido. I mesi più piovosi sono maggio-agosto. Le temperature più alte si hanno in luglio con 20 °C, quelle più basse in gennaio con -23 °C. Le precipitazioni nevose sono scarse (20 cm massimo in ottobre e novembre).

## Storia
I primi insediamenti nelle parti interne dell'Alaska degli indiani Athabascan forniscono delle date anteriori al 10.000 anni fa; vivevano di caccia e di pesca. In tempi moderni nel 1899 un sentiero di 660 km costruito dall'esercito statunitense per collegare Valdez con Eagle attraversò il fiume Tanana, vicino alla confluenza dei fiumi Delta e Tanana. L'oro scoperto a Fairbanks nel 1902 richiamò molti avventurieri e incrementò demograficamente la zona. Nel 1904 la costruzione dell'autostrada Richardson migliorò sensibilmente i collegamenti della zona. La costruzione dell'autostrada dell'Alaska durante la Seconda Guerra Mondiale ha spostato ulteriormente gran parte dell'attività economica dalla zona a sud di Delta Junction verso Fairbanks.

## Galleria d'immagini

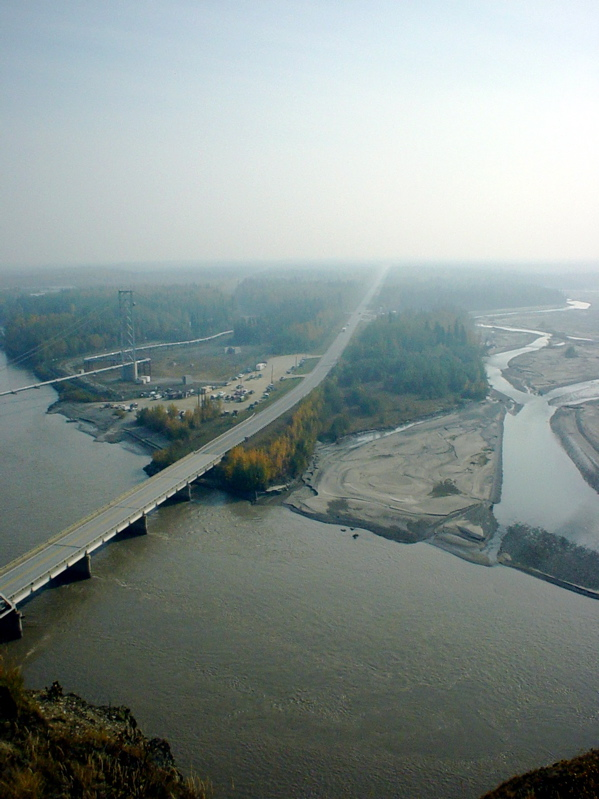
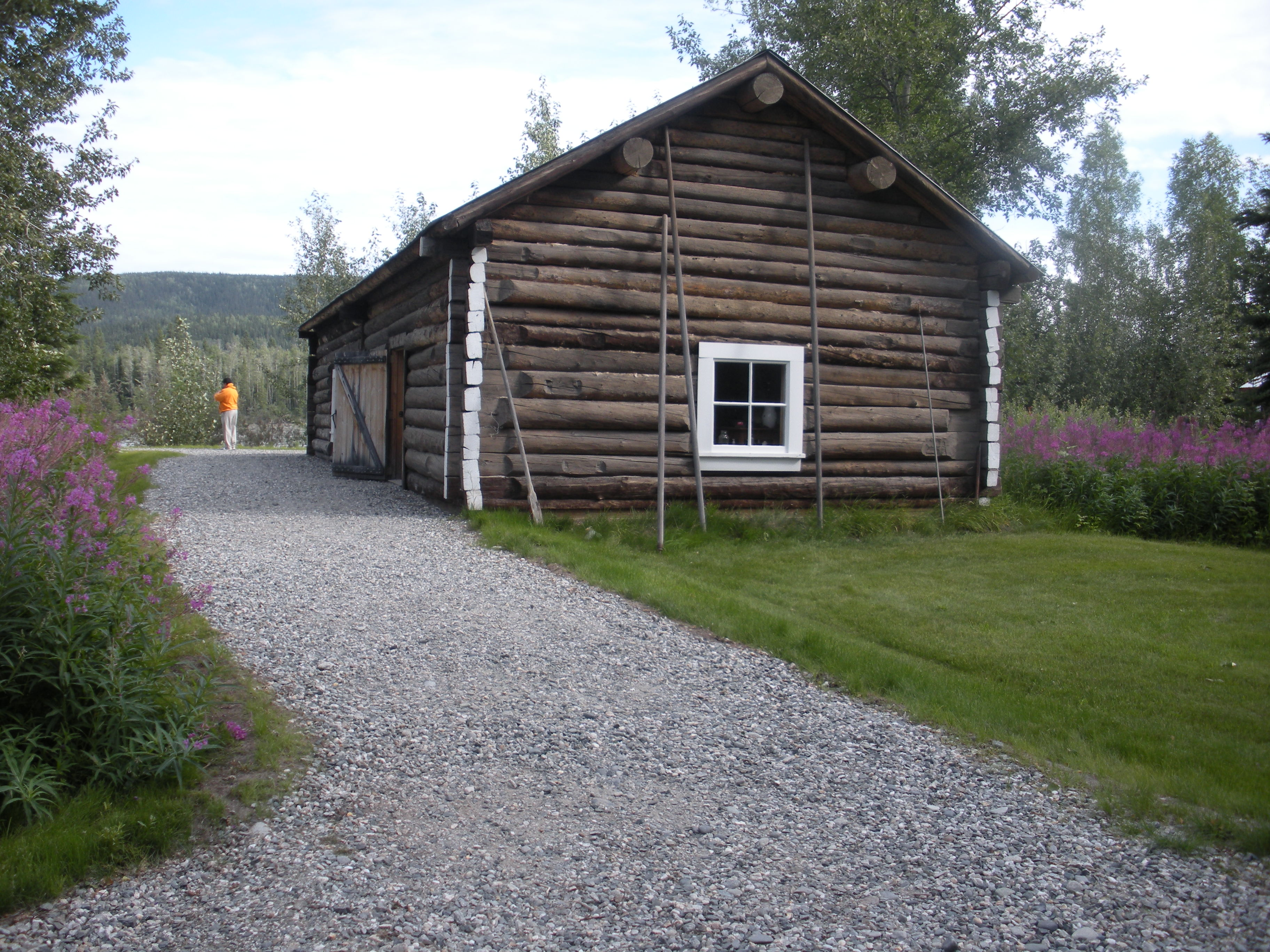
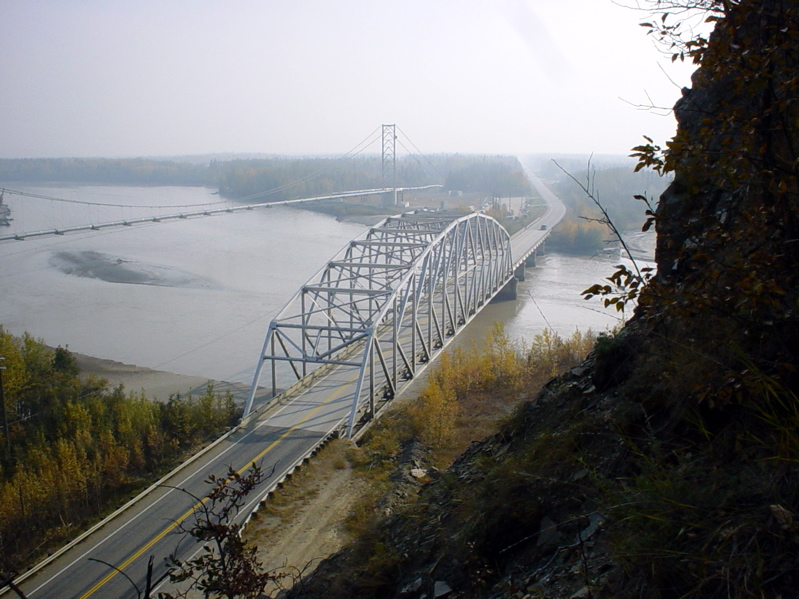
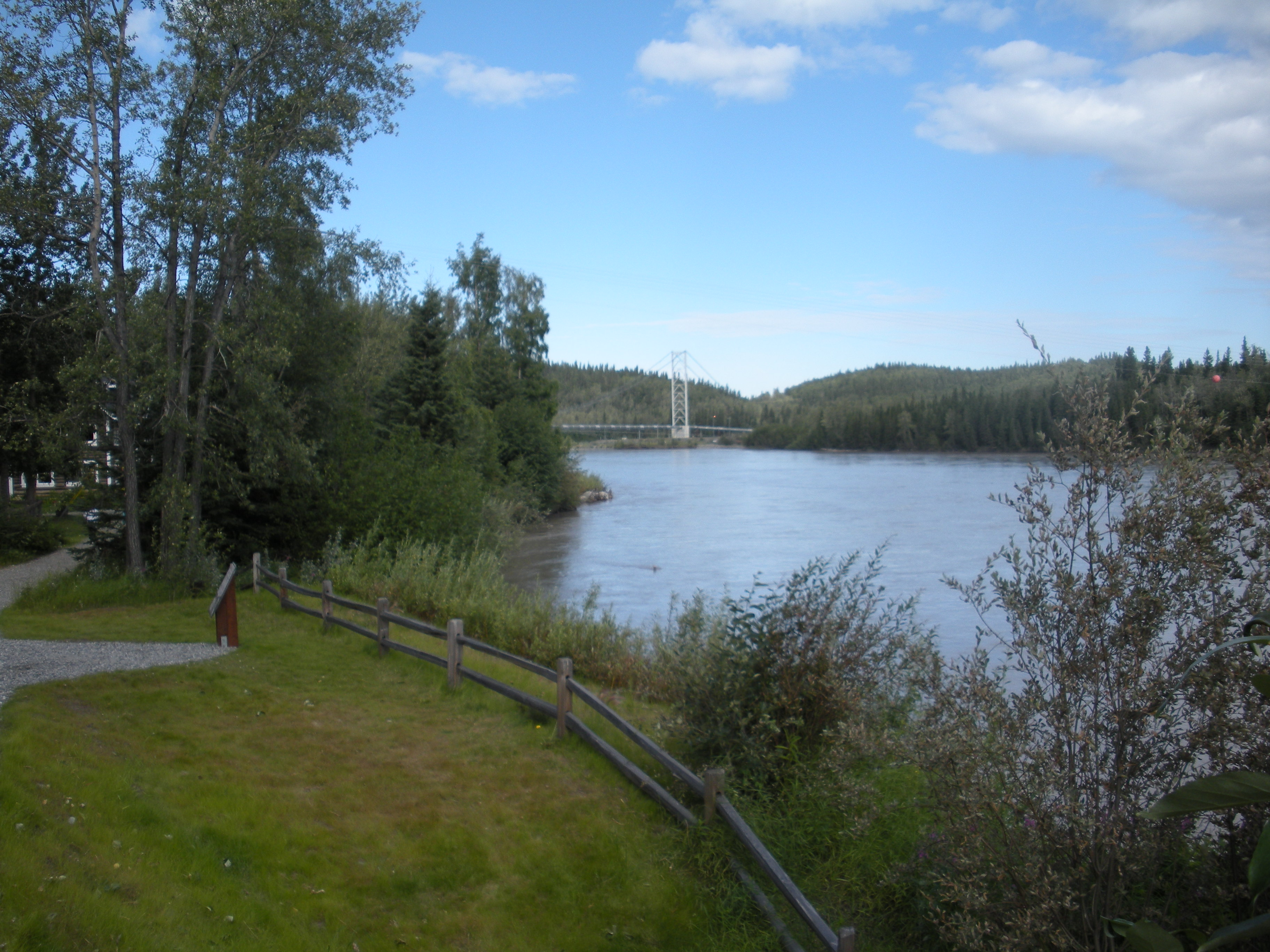
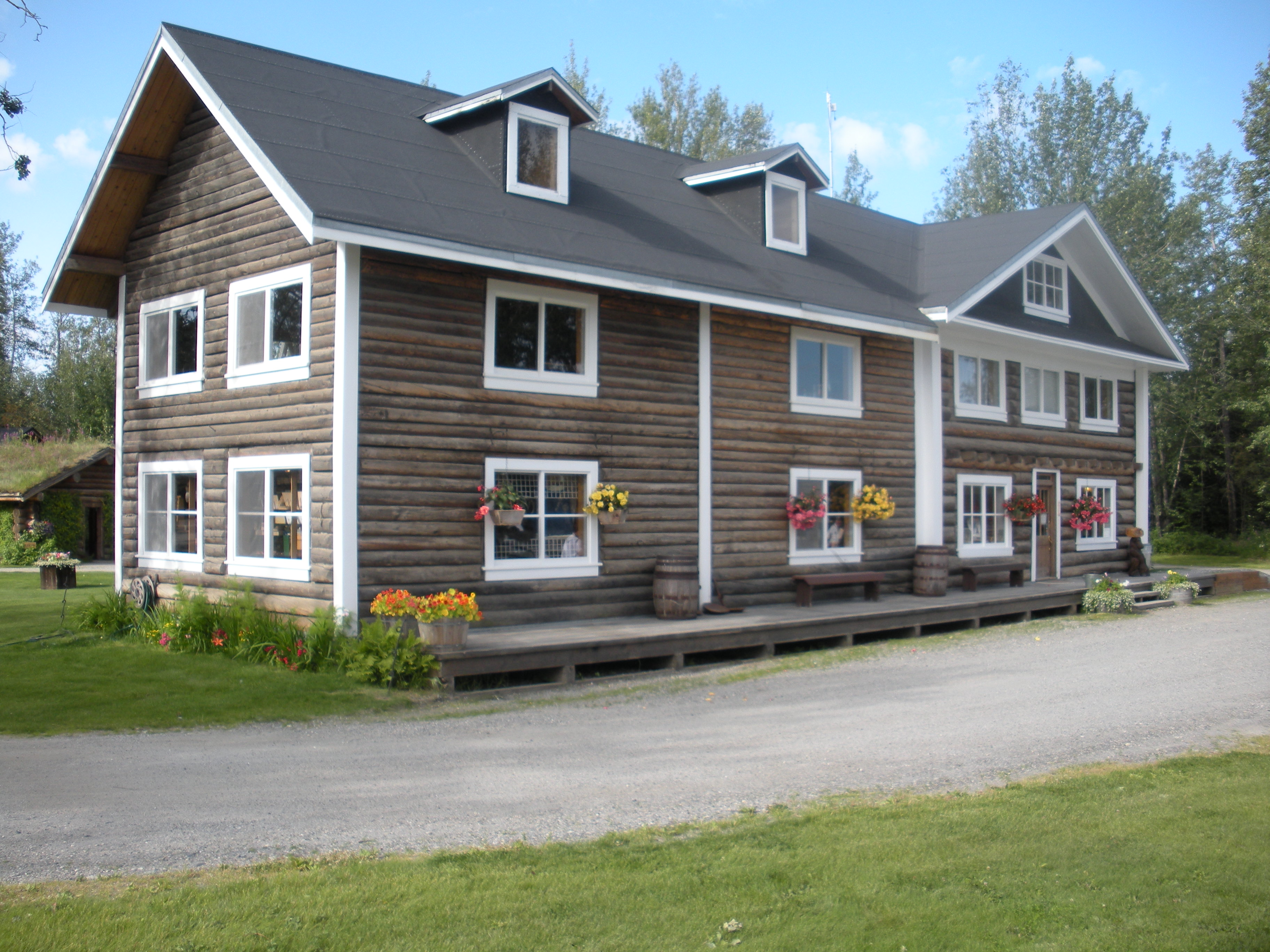